# Birgerus Skiärping
Birgerus Skiärping, född 1607 i Risinge socken, död 1 maj 1647 i Stens socken, var en svensk kyrkoherde i Stens församling.

## Biografi
Birgerus Skiärping föddes 1607 på Skärvinge i Risinge socken. Han var son till bonden Nils. Skiärping prästvigdes 1633 till krigspräst i Småland. Han blev 1638 huspredikant hos översten och greven Fredrik Stenbock. Skiärping blev 1645 kyrkoherde i Stens församling, Stens pastorat. Han avled 1 maj 1647 i Stens socken.

### Familj
Skiärping gifte  15 juni 1634 med Walborg Bengtsdotter. Hon var dotter till kyrkoherden i Odensvi socken. Efter Skiärpings död gifte Walborg Bengtsdotter om sig med kyrkoherden Petrus Canuti i Stens socken.